# Архетип (літературознавство)
Архетип у літературознавстві — модель, за якою формується певний твір, відображаючи універсальні сенси, спроектовані у символах, виражені у міфах.

Часто повторювані образи, сюжети, мотиви в фольклорних і літературних творах.

Класичними «вічними образами» у світовому письменстві вважаються Прометей, Федра, Медея, Мойсей, Каїн, Вічний Жид, Дон Кіхот, Дон Жуан, Гамлет, Фауст, Чайлд-Гарольд, Конрад Валенрод та ін.

Одним з основних властивостей літературного архетипу є його типологічна стійкість і високий ступінь узагальнення.
Приклади архетипів: «зла мачуха», багач, бідняк тощо.

Темами загальнолюдського (загальнонаціонального) значення є:
- проблеми віднаходження шляхів до Бога, до істини,
- пошуки сенсу буття та його першосутності та доцільності, зокрема, коли йдеться про життя і смерть, різні ініціації, взаємини як із фізичною, так і з духовною природою,
- антиномії любові й ненависті, добра і зла, творчості й руйнації тощо[1].

Використання архетипів у конкретних творах є цілісним підходом, який може допомогти письму завоювати загальне визнання. Це пояснюється тим, що читачі можуть взаємодіяти з героями та ситуацією та ідентифікувати себе з ними, як соціально, так і культурно. Розгортаючи загальні архетипи в контексті, письменник прагне надати реалізму своїй творчості.